# Helsingborgs Gustav Adolfs församling
Helsingborgs Gustav Adolfs församling är en församling i Helsingborgs kontrakt i Lunds stift. Församlingen ligger i Helsingborgs kommun i Skåne län och ingår i Helsingborgs pastorat.
Församlingen omfattar de södra delarna av centrala Helsingborg.

## Administrativ historik
Församlingen bildades 1927 genom utbrytning ur Hälsingborgs församling som därefter namnändrades till Hälsingborgs Maria församling. Den här församlingen hade före 1971 namnet Hälsingborgs Gustav Adolfs församling
Församlingen var till 1 maj 1927 annexförsamling i pastoratet Hälsingborgs Maria och Hälsingborgs Gustav Adolf för att därefter till 2014 utgöra ett eget pastorat. Från 2014 ingår församlingen i Helsingborgs pastorat. 1 januari 2022 införlivades Filborna församling.

## Kyrkobyggnader

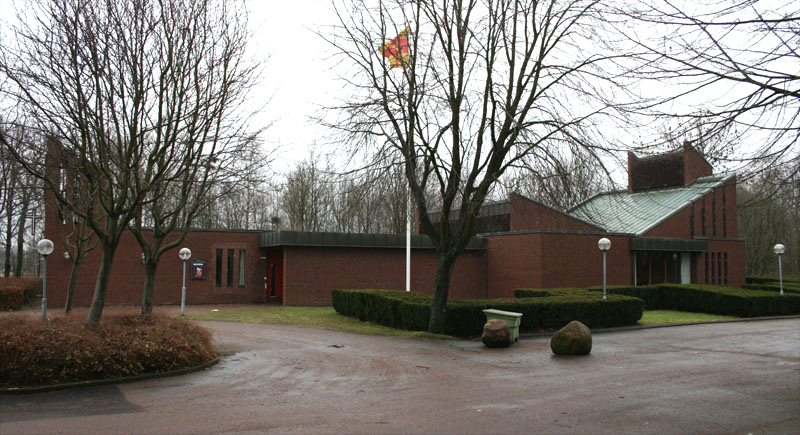
Adolfsbergs kyrka
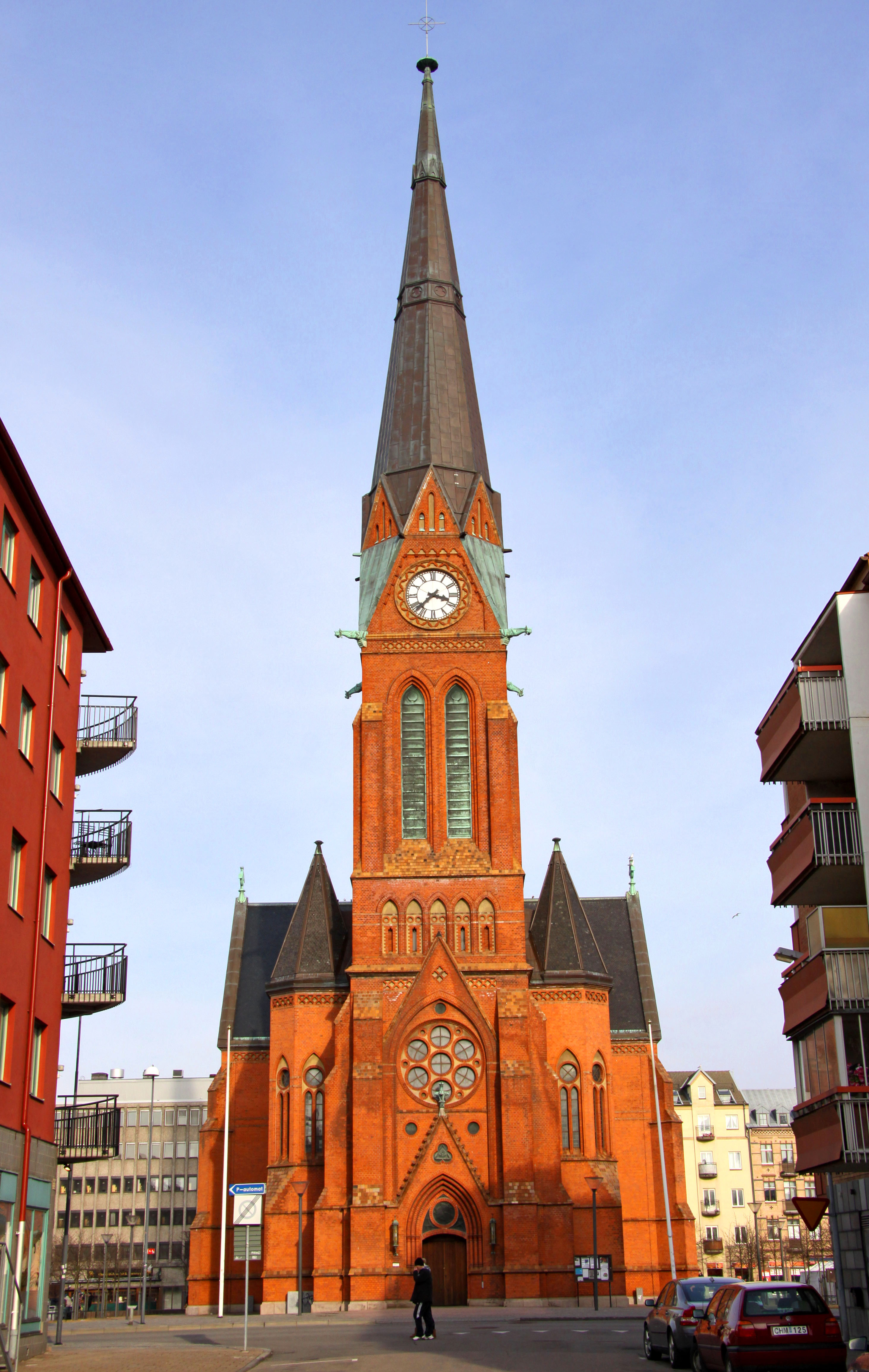
Gustav Adolfs kyrka
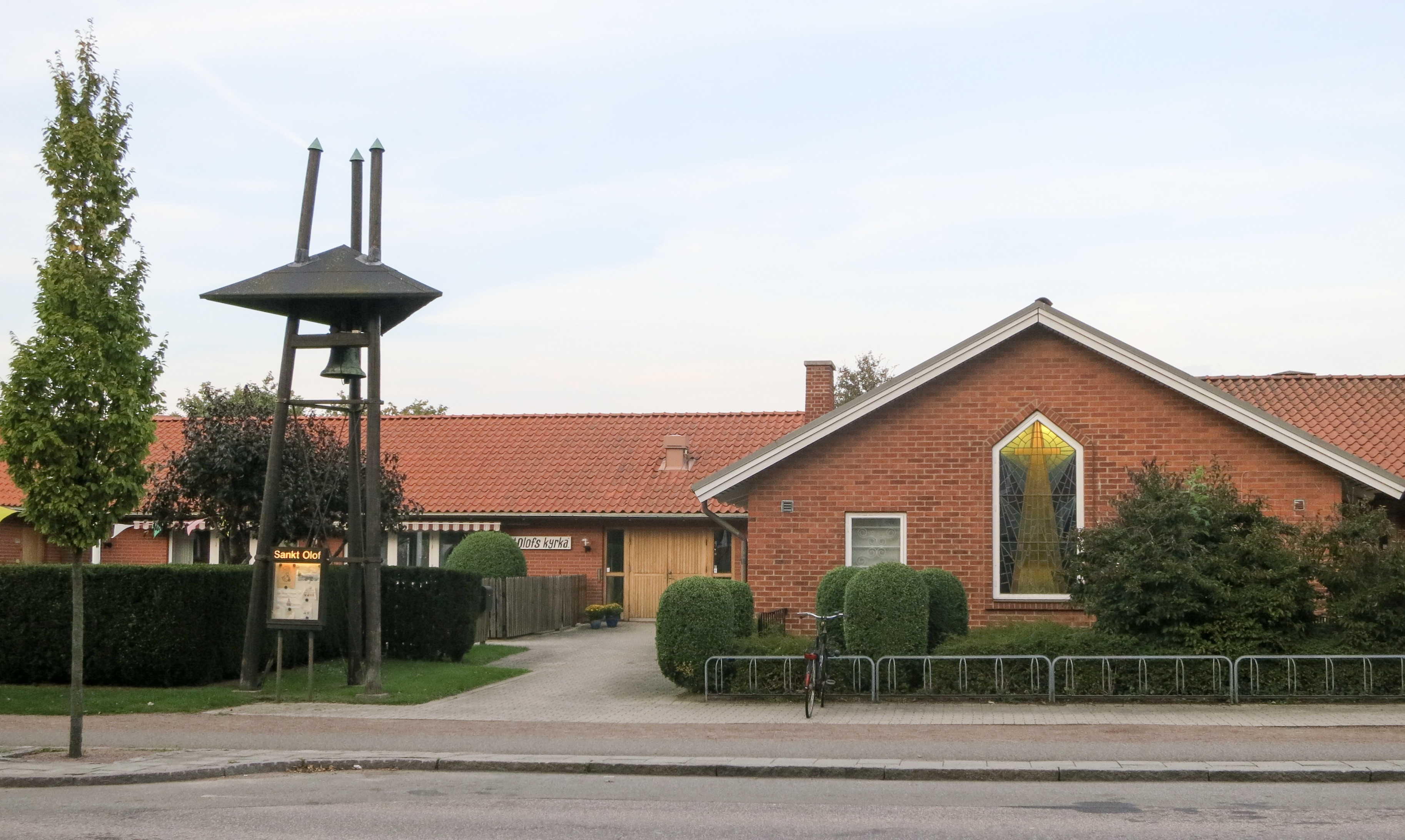
Sankt Olofs kyrka
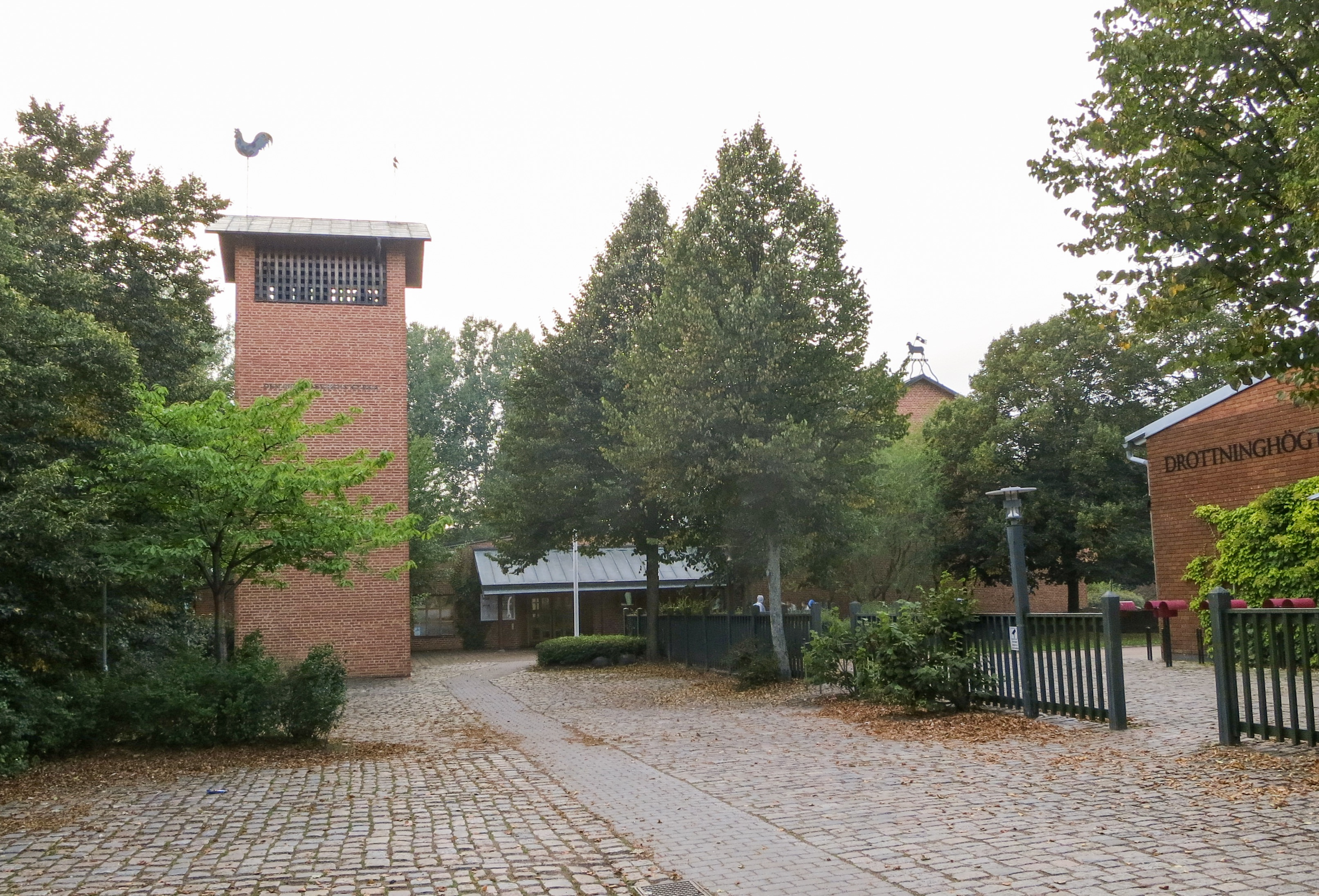
Den gode herdens kyrka

## Historik

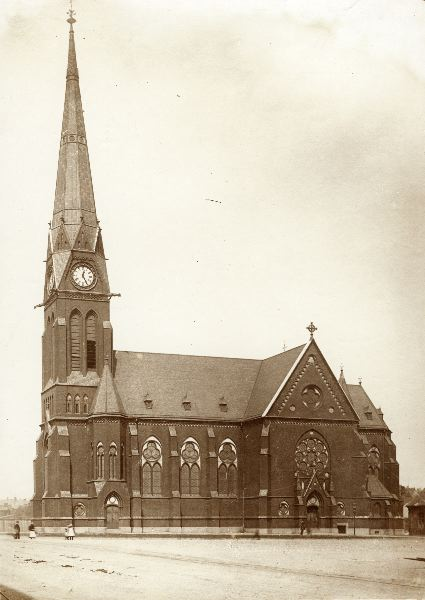
Gustav Adolfs kyrka nyuppförd 1897.jpg

Redan 1897 hade Gustav Adolfs kyrka uppförts i stadsdelen Söder, som vid denna tid vuxit sig lika stor som den gamla stadskärnan. Till en början var kyrkan annexkyrka till Sankta Maria kyrka, som var församlingskyrka för Hälsingborgs (stads)församling. Då Helsingborgs tillväxt fortsatte delades den existerande församlingen år 1927 upp i två nya församlingar, som döptes efter statskyrkans två dåvarande kyrkor i staden. Gustav Adolfs kyrka bildade därmed församlingskyrka för Gustav Adolfs församling. 
Den nya församlingen behövde dock en församlingsgård och år 1929 förvärvade man en tomt vid Furutorpsgatan som man avsåg som plats för den nya byggnaden. Man anlitade Helsingborgs stadsarkitekt Arvid Fuhre att rita byggnaden. Förslaget stod klart 1937 och genomgick därefter statlig granskning. När denna var avklarad kunde bygget påbörjas 1940 och den 25 september 1942 kunde församlingsgården invigas av dåvarande biskopen i Lunds stift, Edvard Magnus Rodhe. I takt med att staden växte inom församlingens område ökade behovet för nya kyrkor. År 1956 invigdes därför Sankt Olofs kyrka mellan stadsdelarna Husensjö, Rosengården och Wilson Park, och 1978 invigdes Adolfsbergskyrkan i den nybyggda stadsdelen med samma namn.
Gustav Adolfs församlingshem såldes 2014 till Helsingborgs stad, och sedan april 2016 fungerar byggnaden som studentkårhus.

## Kyrkoherdar (Series pastorum)
- Eugène Dahlberg, 1927–1944
- Gunnar Stenberg, 1944–1974
- Olof Joelson, 1974–1983
- Stig Ekelund, 1983–1989
- Åke Danielsson, 1989–2001
- Eric Ericson, 2002–